# جيرسون أسيفيدو (لاعب كرة قدم)
جيرسون أسيفيدو (بالإسبانية: Gerson Acevedo)‏ هو لاعب كرة قدم ومدرب كرة قدم تشيلي، ولد في 5 أبريل 1988 في سانتياغو في تشيلي. شارك مع منتخب تشيلي تحت 17 سنة لكرة القدم ومنتخب تشيلي لكرة القدم. أما مع النوادي، فقد لعب مع كولو-كولو ونادي أورال يكاترينبورغ ونادي موردوفيا سارانسك ويونيون إسبانيولا.

## وصلات خارجية
- جيرسون أسيفيدو على موقع قاعدة بيانات كرة القدم.إي يو (الإنجليزية)
- جيرسون أسيفيدو على موقع ناشيونال فوتبول تيمز (الإنجليزية)
- جيرسون أسيفيدو على موقع Soccerway.com (الإنجليزية)